# Solany

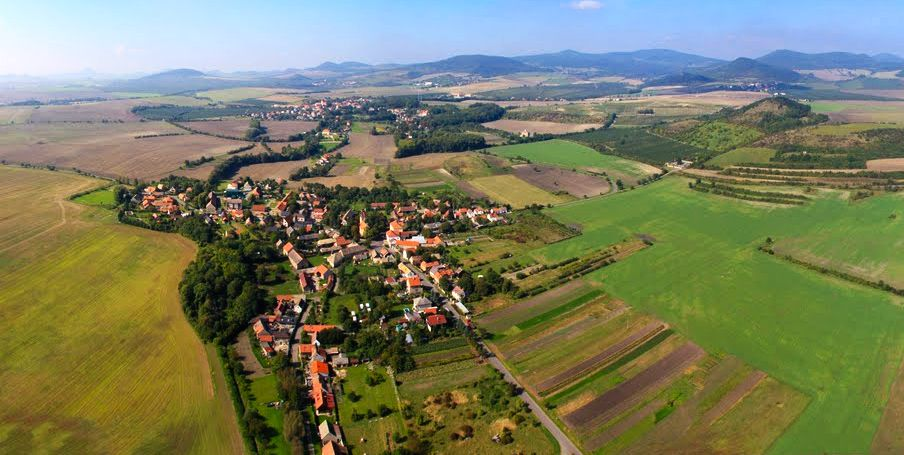
Solany, 2016

Solany (deutsch Solan, auch Sollan) ist ein Ortsteil der Gemeinde Děčany in Tschechien. Er hat 173 Einwohner (2001) und gehört zum Okres Litoměřice.

## Geographie
Der Ort liegt sechs Kilometer südwestlich von Třebenice in 230 Metern Höhe ü. M. im Tal des Kuzovský potok im Südwesten des Böhmischen Mittelgebirges. Nördlich führt die Eisenbahnstrecke Most–Lovosice am Ort vorbei. Nachbarorte sind im Nordwesten Třebívlice, im Südosten Lukohořany und im Südwesten Děčany. Solany befindet sich am Fuße des 354 m hohen Kvítel.

## Geschichte
Die erste urkundliche Erwähnung von Solany stammt aus dem Jahre 1300. Zu dieser Zeit gehörte der Ort Břetislav von Solany aus dem Geschlecht der Kaplirz zu Sulewicz. Der Ort war bis 1499 Sitz der von Břetislav begründeten Nebenlinie. Nach dem Tode von Václav Solský zu Sulewicz erwarb Děpold von Lobkowicz den Ort. 1594 gehörte Solan zum konfiszierten Besitz des Jiří von Lobkowicz. Rudolf II. verlieh den Ort an die Biliner Linie der Lobkowicz, die ihn in die Herrschaft Libochowitz eingliederten.
Seit 1372 lässt sich die Existenz einer Kirche in Solan nachweisen. 1423 wurde die St. Martin-Kirche utraquistisch und blieb es bis zum Dreißigjährigen Krieg. Die Jesuiten schlossen die Kirche 1629 an die Pfarrei in Libochwitz an. Seit 1760 ist eine jüdische Familie im Ort belegbar. Anhand der zu dieser Zeit eingeführten Hausnummern stand in Solan ein Haus, das als Hausnummer eine römische Zahl, wie sie entsprechend einer Anordnung der kaiserlichen Hofkanzlei im Besitz von Juden befindliche Häuser zu tragen hatten, trug. Bei der Einführung der Familiennamen für Juden unter der Regentschaft Maria Theresias nannte sich die jüdische Familie Nalos, nach dem Ortsnamen in der im Hebräischen üblichen Lesrichtung von rechts beginnend.
1766 erfolgte der Umbau der gotischen Kirche zu einem Barockbau mit pseudogotischen Elementen und 1787 wurde sie zur Filialkirche von St. Wenzel in Trziblitz.
Die Bewohner lebten von der Land-, Teich- und Forstwirtschaft, insbesondere aber vom Obstbau. Ein ganz besonderer Erfolg gelang den Obstbauern mit der Veredlung der Birnensorte Solanka, deren saftige Früchte mit lieblichem Geschmack das Dorf in der Mitte des 19. Jahrhunderts bis ins Ausland bekannt machten und besonders in den deutschen Ländern und den Niederlanden sehr beliebt waren.
Am 12. Dezember 1898 erfolgte die Einweihung der Eisenbahn von Brüx nach Lobositz, deren nächster Bahnhof knapp einen Kilometer entfernt bei Trziblitz lag. 1900 hatte der Ort 422, im Jahre 1945 412 Einwohner und 1982 waren es nur noch 188. 1991 hatte der Ort 207 Einwohner. Im Jahre 2001 bestand das Dorf aus 97 Wohnhäusern, in denen 173 Menschen lebten.

## Sehenswürdigkeiten
- Kirche St. Martin aus dem 14. Jahrhundert, 1766 umgebaut, seit 2003 befindet sich in der Kirche das Bild Verbeugung der Hirten (Klanění pastýřů) von Václav Jansa, dessen Eltern aus Solany stammen.
- Glockenturm
- Bauerngüter mit barocken Toreinfahrten